# Delfin Albano
Delfin Albano là một đô thị hạng 4 ở tỉnh Isabela, Philippines. Tên cũ là Magsaysay, Isabela. Đô thị này được đặt tên theo cựu nghị sĩ Delfin Albano. Theo điều tra dân số năm 2007, đô thị này có dân số 24.899 người trong 4.825 hộ.

## Các đơn vị hành chính
Delfin Albano được chia ra 29 barangay.
| - Aga - Andarayan - Aneg - Bayabo - Calinaoan Sur - Capitol - Carmencita - Concepcion - Maui - Quibal - Ragan Almacen Paggadu - Ragan Norte - Ragan Sur - Rizal (Ragan Almacen Alto) - San Andres | - San Antonio - San Isidro - San Jose - San Juan - San Macario - San Nicolas (Fusi) - San Patricio - San Roque - Santo Rosario - Santor - Villa Luz - Villa Pereda - Visitacion - Caloocan |